# Цянь Сюлин
Цянь Сюлин (кит. трад. 錢秀玲, упр. 钱秀玲, пиньинь Qián Xiùlíng, 1912—2008) или Сюлин Цянь де Перлинги (фр. Siou-Ling Tsien de Perlinghi) — бельгийская ученая китайского происхождения. Награждена медалью за спасение около 100 бельгийцев во время Второй мировой войны. О её жизни в Китае сняли сериал.

## Биография
Цянь родилась в Исине в провинции Цзянсу 1912 года. Её старший брат, генерал-лейтенант Цянь Чжолунь (кит. 钱卓伦), был начальником Первого Главного управления Министерства обороны Гоминьдана.
В 1929 году она уехала в Европу, чтобы изучать химию в Левенском католическом университете в Бельгии.
1933 года она вышла замуж за бельгийского врача Грегуара де Перлинги и поселилась в Эрбемоне.
В июне 1940 года Эрбемон оккупировали нацисты. Когда бельгийский юноша подорвал воинский эшелон, оккупанты приговорили его к смертной казни. Но Цянь обратилась к немецкому генералу Александру фон Фалькенгаузену, который находился в Бельгии. Она знала его, поскольку генерал работал в Китае в рамках китайско-германского сотрудничества. Фалькенхаузен был советником Чан Кайши и сотрудничал с её старшим двоюродным братом, генерал-лейтенантом Цянь Чжолунем. Она написала генералу письмо с просьбой спасти мальчика из соображений гуманности.
7 июня 1944 года Цянь снова связалась с фон Фалькенхаузеном, когда нацисты приговорили 97 бельгийцев к смерти как акт мести за убитых в соседнем городе Экосинн трёх офицеров гестапо. Беременная Цянь поехала к Фалькенхаузену и попросила его вмешаться. Генерал колебался, но, наконец, согласился отпустить людей, хотя и осознавал последствия своего поступка. Генерала вызвали в Берлин объяснить свою непокорность. Однако после окончания войны Фалькенхаузена привлекли к суду. В 1951 году его арестовали по обвинению в депортации евреев.
Цянь появилась на суде и выступила в защиту Фалькенхаузена. Суд приговорил генерала к двенадцати годам заключения, но, в конце концов, его отпустили через 3 недели. Фалькенхаузен вернулся в Германию, где умер в 1966 году.
Бельгийское правительство наградило Цянь медалью «Герой государства», а король и королева Бельгии подарили ей подписанную фотографию. В Экосинне в её честь назвали одну из улиц города.